# ایزدبانو (فیلم ۱۹۳۴)
«ایزدبانو» Shen nu (انگلیسی: The Goddess (1934 film)) یک فیلم صامت چینی به کارگردانی وو یونگ گنگ است در سال ۱۹۳۴ منتشر شد.
و داستان آن چنین است  زنی که در روز مادری مهربان و در شب به تن فروشی مشغول می شود، تلاش می کند در میان بی عدالتی جامعه چین برای پسر جوان خود شرایط خوبی مهیا کند...